# Ewron
Ewron (hebr. עברון) – kibuc położony w Samorządzie Regionu Matte Aszer, w Dystrykcie Północnym, w Izraelu. Członek Ruchu Kibuców (Ha-Tenu’a ha-Kibbucit).

## Położenie
Kibuc Ewron jest położony na wysokości 25 metrów n.p.m. w północnej części równiny przybrzeżnej Izraela, w odległości około 1 km od wybrzeża Morza Śródziemnego. W odległości około 2,5 km na wschód rozpoczynają się wznosić wzgórza Zachodniej Galilei. Na południe od kibucu przepływa strumień Bet ha-Emek, a na północy rzeka Nachal Gaton. W jego otoczeniu są położone miasto Naharijja, miejscowość Mazra’a, kibuc Bet ha-Emek, moszawy Ben Ammi, Netiw ha-Szajjara, Amka, Regba i Szawe Cijjon, oraz chrześcijańska wieś Nes Ammim.

### Podział administracyjny
Ewron jest położony w Samorządzie Regionu Matte Aszer, w Poddystrykcie Akka, w Dystrykcie Północnym.

## Demografia
Stałymi mieszkańcami kibucu są wyłącznie Żydzi. Tutejsza populacja jest świecka:

Źródło danych: Central Bureau of Statistics.

## Historia
Badania archeologiczne odkryły w tym miejscu pozostałości pochodzącego z V wieku kościoła z mozaiką podłogową. We wschodniej części współczesnej osady jest położony akwedukt z okresu osmańskiego. Dostarczał on wodę do miasta Akka. Na początku XX wieku tutejsze grunty zaczęły wykupywać do arabskich właścicieli żydowskie organizacje syjonistyczne. W 1937 roku powstała osada Jekim (hebr. יקים), której istnienie było jednak nieformalne. Jej założycielami byli członkowie młodzieżowej organizacji syjonistycznej Ha-Szomer Ha-Cair z Niemiec, Polski i Siedmiogrodu. Od 1940 roku osada służyła jako baza kompanii szturmowych Palmach oraz kryjówka nielegalnych imigrantów Aliji Bet. W 1945 roku mieszkańcy otrzymali prawa do użytkowania gruntów, dzięki czemu nastąpiło formalne założenie kibucu. Do mieszkańców dołączyli wówczas imigranci z Bułgarii. W styczniu 1946 roku doszło do konfrontacji członków kibucu z sąsiednimi Arabami, którzy protestowali przeciwko zaoraniu ziemi zakupionej przez Żydowski Fundusz Narodowy. Przyjęta 29 listopada 1947 roku Rezolucja Zgromadzenia Ogólnego ONZ nr 181 przyznała ten obszar państwu żydowskiemu. Gdy kilka dni później wybuchła wojna domowa w Mandacie Palestyny, siły Arabskiej Armii Wyzwoleńczej rozpoczęły atakowanie żydowskich linii komunikacyjnych w całej Galilei. Kibuc Ewron znalazł się wówczas na linii frontu, broniąc drogi dojazdowej do miasta Akka. Stacjonował tu oddział szturmowy Palmach. Sytuacja ustabilizowała się, gdy w pierwszych dniach I wojny izraelsko-arabskiej Izraelczycy przejęli kontrolę nad całą okolicą. Pod koniec lat 90. XX wieku kibuc znalazł się w głębokim kryzysie gospodarczym. Wymusiło to przeprowadzenie w 2004 roku częściowej prywatyzacji.

### Nazwa
Nazwa kibucu została zaczerpnięta od biblijnego miasta Abdon (w innych tłumaczeniach Ebdon lub Ewron), należącego do izraelskiego pokolenia Asera.

## Edukacja
Kibuc utrzymuje przedszkole. Jest tu także gimnazjum oraz szkoła średnia Ofek, do których są dowożone dzieci z okolicznych wiosek. Szkoła podstawowa jest w sąsiednim mieście Naharijja.

## Kultura i sport
W kibucu jest ośrodek kultury z biblioteką. Z obiektów sportowych jest boisko do piłki nożnej, korty tenisowe, basen pływacki, oraz sala sportowa z siłownią.

## Gospodarka
Gospodarka kibucu opiera się na intensywnym rolnictwie, sadownictwie i przemyśle. Uprawy polowe koncentrują się na melonach, kukurydzy, groszek i ciecierzyca. W sadach hoduje się awokado, figi, maliny, granaty i oliwki. Jest także ferma drobiu. Na wschód od kibucu jest położony zbiornik wody Ewron, gromadzący nadwyżkę wody ze strumieni Gaton i Bet ha-Emek. Woda następnie jest wykorzystywany dla potrzeb rolnictwa. Z przedsiębiorstw najważniejszym jest spółka Bermad Water Control Solutions, która produkuje zawory hydrauliczne i systemy zarządzające dystrybucją wody. Kibuc zarządza także położonym na wschodzie składowiskiem odpadów. Spełnia ono wszystkie rygorystyczne normy ochrony środowiska i wód gruntowych. Realizowany jest tu także projekt wykorzystania gazów emitowanych przez odpady do produkcji energii elektrycznej.

## Infrastruktura
W kibucu znajduje się przychodnia zdrowia, sklep wielobranżowy, pralnia oraz warsztat mechaniczny.

## Transport
Z kibucu wyjeżdża się na zachód na drogę nr 4, którą jadąc na północ dojeżdża się do miasta Naharijja, lub jadąc na południe do miejscowości Mazra’a.